# Sergio de Lis

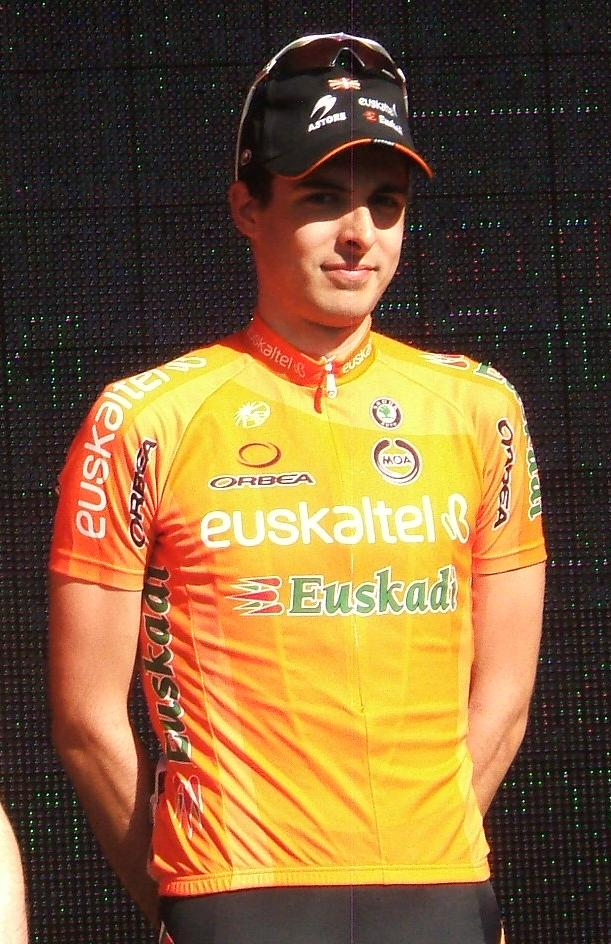
Sergio de Lis en el Tour Down Under 2009.

Sergio de Lis de Andrés es un exciclista profesional español. Nació en San Sebastián (Guipúzcoa) el 9 de mayo de 1986.

## Biografía
Como juvenil corrió en el equipo AEG, de la sociedad Donosti-Berri.

### Ciclismo aficionado
Como aficionado corrió en el Alfus-Tedes, donde fue becado por la Fundación Euskadi (la sociedad encargada del Euskaltel-Euskadi) en 2007, entidad con la que estaría unido el resto de su carrera como ciclista. De Lis compaginó el ciclismo con los estudios, hasta que estando en el segundo curso de Ingeniería Química tuvo que dejar la carrera para encarar su paso al ciclismo profesional.

### Ciclismo profesional

#### Debut en el Orbea

##### 2008
Debutó como profesional en 2008, en el equipo Orbea de categoría Continental, filial del Euskaltel-Euskadi y enmarcada en la estructura de la Fundación Euskadi. En el equipo azul coincidió entre otros con Mikel Nieve, Jonathan Castroviejo y Miguel Mínguez.
Su mejor momento de la temporada tuvo lugar en el Circuito Montañés, donde tras ser segundo en la segunda etapa llegó a ser el líder durante dos etapas.

#### En Euskaltel-Euskadi

##### 2009: estreno en el ProTour

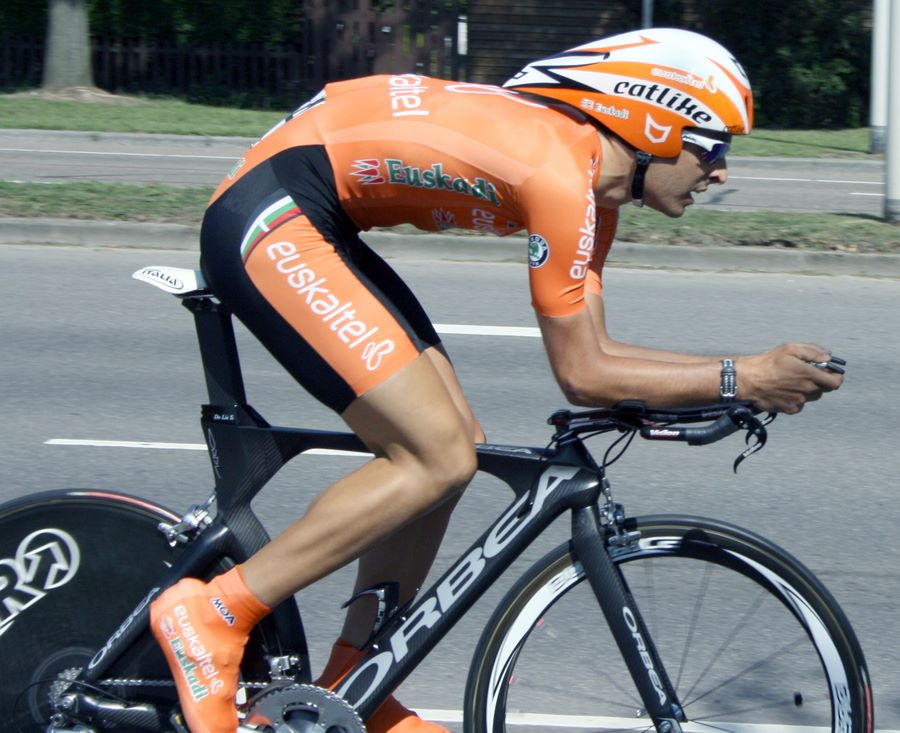
Sergio de Lis, en el Eneco Tour.

En 2009 dio el salto al primer equipo, el Euskaltel-Euskadi de categoría ProTour, donde coincidió con ciclistas como Samuel Sánchez e Igor Antón. El tardío anuncio de su ascenso (en noviembre de 2008) se vio facilitado por la necesidad del equipo de contar con un ciclista más para llegar a los 23 ciclistas en plantilla, mínimo exigido por la UCI a todos los equipos UCI ProTour. La noticia de su llegada a la máxima categoría del ciclismo y con el equipo de casa fue acogida con "gran alegría" por el propio corredor, que mostró su felicidad por haber logrado "lo que siempre había soñado".
De Lis participó en cuatro carreras puntuables para el UCI World Ranking: el Tour Down Under, la Vuelta a Suiza, el Tour de Polonia y el Eneco Tour, aunque su temporada concluyó sin resultados destacados.

##### 2010: retirada del ciclismo
En junio de 2010 comunicó al equipo su decisión de abandonar el ciclismo profesional de manera inmediata, renunciando a cobrar el dinero correspondiente a lo que quedaba de temporada. Los responsables del equipo, que habrían intentado convencerle sin éxito para que siguiera, explicaron que la decisión del corredor se debía a "motivos familiares" y no quisieron extenderse en explicar lo sucedido, en una noticia que no fue hecha pública hasta dos meses después, en El Diario Vasco.

## Palmarés
Como profesional no ha obtenido victorias.

## Equipos
- Orbea (2008)
- Euskaltel-Euskadi (2009-2010)

## Resultados en grandes vueltas y Campeonato del Mundo
Durante su carrera deportiva ha conseguido los siguientes puestos en las Grandes Vueltas y en los Campeonatos del Mundo en carretera:
| Carrera         | 2008 | 2009 | 2010 |
| --------------- | ---- | ---- | ---- |
| Giro de Italia  | -    | -    | -    |
| Tour de Francia | -    | -    | -    |
| Vuelta a España | -    | -    | -    |
| Mundial en Ruta | -    | -    | -    |

-: No participa

Ab.: Abandono